# Ernest Fryderyk
Ernest Fryderyk (ur. 8 marca 1724 w Saalfeld/Saale, zm. 8 września 1800) – książę Saksonii-Coburg-Saalfeld.

## Życiorys
Urodził się jako najstarszy syn przyszłego księcia Saksonii-Coburg-Saalfeld Franciszka Jozjasza i jego żony Anny Zofii ze Schwarzburga-Rudolstadt. W państwie tym panował wówczas jego dziadek Jan Ernest IV. Na tron wstąpił po śmierci ojca 16 września 1764.
23 kwietnia 1749 w Wolfenbüttel poślubił Zofię z Brunszwiku-Wolfenbüttel. Para miała siedmioro dzieci:
- Franciszka (1750–1806), kolejnego księcia Saksonii-Coburg-Saalfeld
- Karola Wilhelma (1751–1757)
- Fryderykę Julię (1752–1752)
- Karolinę (1753–1829)
- Ludwika Karola (1755–1826)
- Ferdynanda Augusta (1756–1756)
- Fryderyka (1758–1758)

W 1749 został odznaczony Orderem Orła Białego.